# Павловичи (Брестская область)
Павловичи (бел. Паўлавічы) — деревня в Берёзовском районе Брестской области Белоруссии. Входит в состав Малечского сельсовета.

## География
Деревня находится в центральной части Брестской области, при автодороге Н-91, на расстоянии приблизительно 17 километров (по прямой) к западу от города Берёза, административного центра района. Абсолютная высота — 156 метров над уровнем моря. Площадь населённого пункта — 0,5178 км².

## История
По состоянию на 1905 год, в Павловичах проживало 313 человек. В административном отношении деревня входила в состав Малечской волости Пружанского уезда Гродненской губернии.
Согласно Рижскому мирному договору (1921), деревня вошла в состав межвоенной Польши. Входила в состав гмины Малеч Пружанского повета Полесского воеводства Польши. В 1921 году числилось 96 жителей, проживавших в 21 доме. В этническом составе населения того периода поляки составляли 63 % и белорусы — 37 %. В конфессиональном составе населения преобладали православные христиане (100 %).
С 1939 года в БССР, с 1940 года деревня в составе Малечского сельсовета.

## Население
По данным переписи 2019 года, в деревне проживало 38 человек.
| Год  | Население, человек |
| ---- | ------------------ |
| 1905 | 313                |
| 1921 | ↘ 96               |
| 2009 | ↘ 65               |
| 2019 | ↘ 38               |